# سن سباستین، پورتوریکو
سن سباستین (به انگلیسی: San Sebastián) یک منطقهٔ مسکونی در ایالات متحده آمریکا است که در پورتوریکو واقع شده‌است.
 سن سباستین ۱۸۵٫۷۷ کیلومتر مربع مساحت و ۴۲٬۴۳۰ نفر جمعیت دارد.